# Wagenburg-Gymnasium Stuttgart

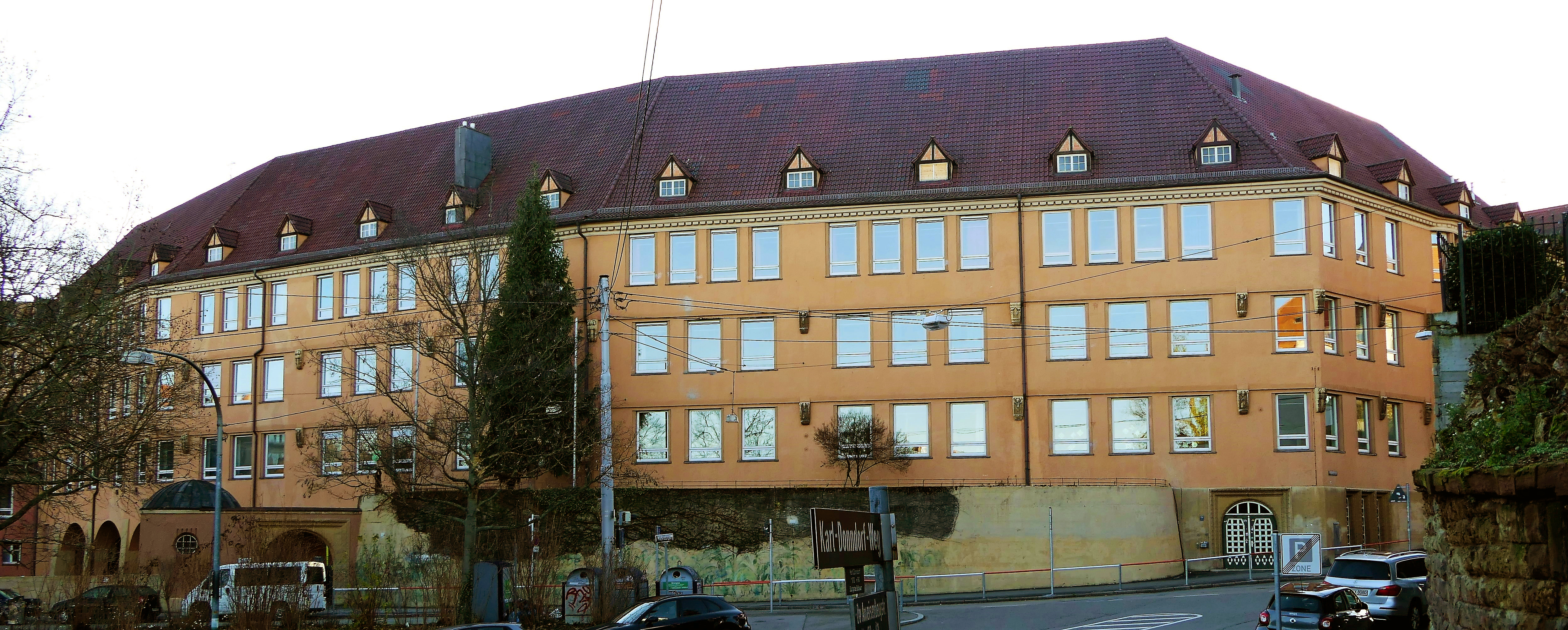
Ost-Seite des Wagenburg-Gymnasiums

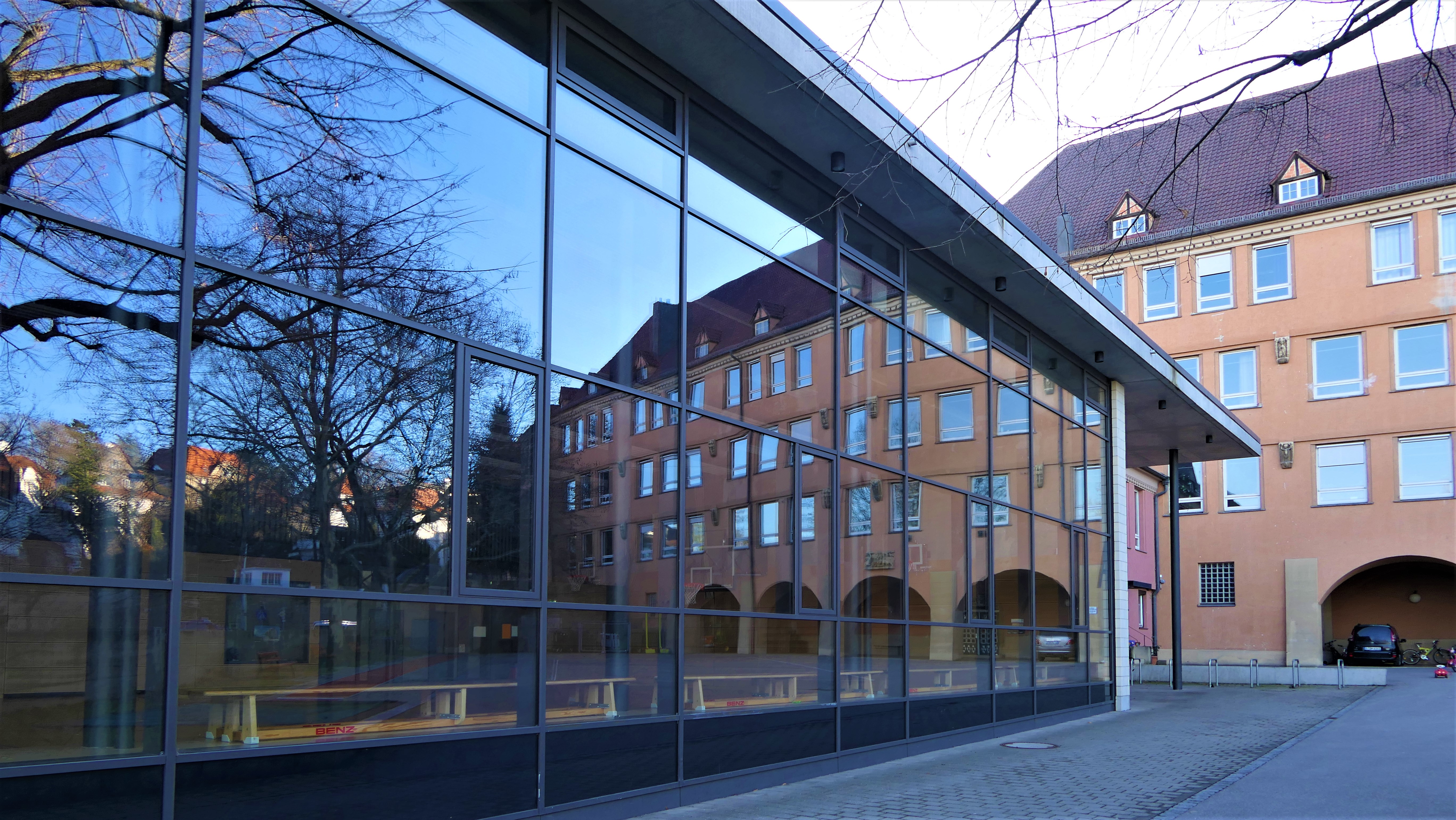
Neue Turnhalle des Wagenburg-Gymnasiums

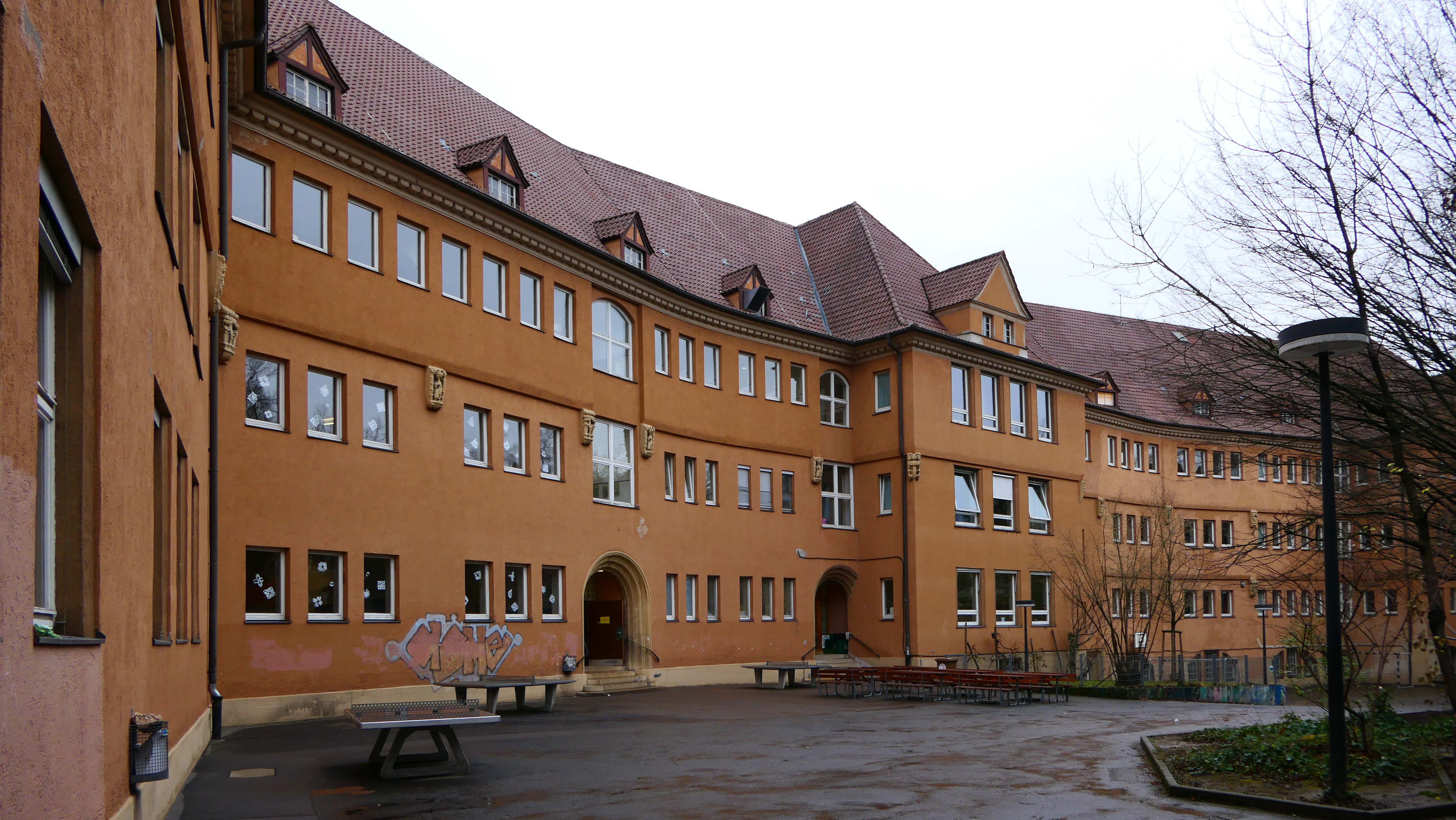
Hinterer Schulhof des Wagenburg-Gymnasiums

Das Wagenburg-Gymnasium ist ein Gymnasium in Stuttgart-Ost, Baden-Württemberg. Das Schulgebäude wurde 1914 eingeweiht und steht unter Denkmalschutz.

## Geschichte
Nachdem die Stuttgarter Schulverwaltung einen starken Anstieg der Schülerzahlen im Stuttgarter Osten feststellte, wurde 1908 ein Wettbewerb für einen Neubau sowohl einer Volks- wie Bürgerschule ausgeschrieben.
Der Neubau wurde am 24. April 1914 als Knabenschule feierlich eingeweiht. Geplant wurde das Gebäude durch den Stuttgarter Architekten Martin Elsaesser, der auch die Stuttgarter Markthalle entworfen hatte. An den Gurtgesimsen sowie der Ost-Fassade des Gebäudes befinden sich Reliefs des Stuttgarter Bildhauers Josef Zeitler, darunter das ABC-Bübchen sowie vom Gesang des Orpheus.
Während des Ersten Weltkrieges wurden die Gebäude vom Militär besetzt. 1918 konnten endlich die Bürgerschule und die Evangelische Volksschule das ganze Schulgebäude beziehen. Nach der Umbenennung 1927 in Realschule wird sie 1937 zur Oberschule.
Durch Bombenangriffe auf Stuttgart wurden im September 1944 der Nordwest-Flügel der Wagenburgschule und die Turnhalle zerstört.
Am 1. Oktober 1945 konnte der Unterricht sowohl in der Volksschule wie in der Oberschule wieder aufgenommen werden. Aus der Wagenburg-Oberschule wurde 1953/1954 das Wagenburg-Gymnasium. Im Schuljahr 1974/1975 wurden erstmals Mädchen am Gymnasium aufgenommen.
Die letzten Klassen der Grundschule zogen 1976 aus. Das Gebäude wird seither vollständig vom Wagenburg-Gymnasium genutzt.
2012 wurde der Neubau der Turnhalle nach zweijähriger Bauzeit eingeweiht. (Architekt: Günter Hermann)
Zur Erinnerung an die von der Schule verwiesenen jüdischen und diskriminierten Schüler in der NS-Zeit wurde 2015 ein Denkmal in der Schule aufgestellt.
Zwischen dem Jahr 2021 und dem Jahr 2024 wurde die Schule saniert. Dabei wurde unter anderem der Mensaraum vergrößert.
Das Gymnasium ist Partnerschule von Arbeiterkind.

## Deutsch-Französische Abteilung
Im Jahre 1988 wurde die deutsch-französische Abteilung eingerichtet. Seitdem können die Schüler neben dem deutschen Abitur auch das französische Baccalauréat erwerben. Ziel ist es, die kulturelle und sprachliche Kompetenz in beiden Zielsprachen zu vermitteln.
Das Wagenburg-Gymnasium erhielt 2001 vom Kultusministerium die Auszeichnung „Partnerschule für Europa“. 
2006 trat es dem Schulnetzwerk „Aktion Courage“ bei und wurde zur „Schule ohne Rassismus – Schule mit Courage“.
2013 wurde das Wagenburg-Gymnasium ferner als interessierte UNESCO-Projektschule in das internationale Schulnetz der UNESCO aufgenommen.
2018 ist das Gymnasium in das internationale Netzwerk der UNESCO-Projektschule aufgenommen worden.

## Schulleitungen
Die Schule wurde bzw. wird von folgenden Direktoren geleitet:
- 1914–1930: Karl Pfeifle
- 1930–1938: Albert Rapp
- 1938–1945: Wilhelm Obermeyer
- 1945–1947: Emil Schwartz
- 1947–1960: Carl Maier
- 1960–1966: Heinrich Schibel
- 1967–1974: Kurt Schneiderhan
- 1974–1988: Heinrich Ströle
- 1988–2005: Helmut Dilger
- 2005–2021: Petra Wagner
- 2021– : Michael Nowak

## Ehemalige bekannte Schüler und Lehrer
- Axel Gottlob (* 1960), Unternehmer, Trainer und Bodybuilder
- Lothar Kuld (* 1950), Theologe
- Bert Sakmann (* 1942), Mediziner und Physiologe
- Ekkehard Wenger (* 1952), Wirtschaftswissenschaftler
- Freimut Wössner (* 1945), Cartoonist
- Florian Dauner (* 1971), deutscher Schlagzeuger und Musikproduzent

## Kunst am Bau

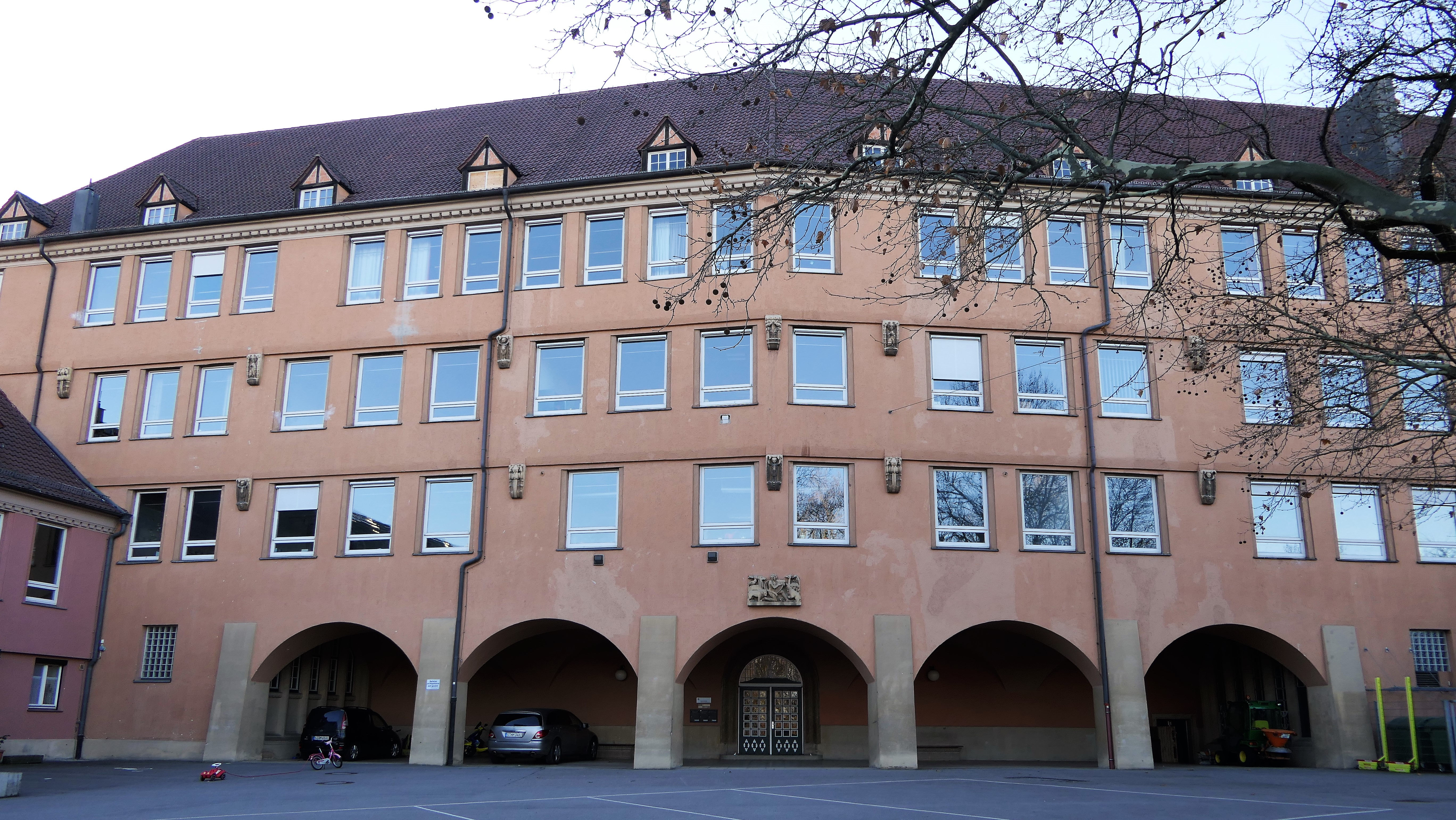
Teil der Vorderfront mit Arkadenrelief, Kragsteinen und Zahnschnitt im Traufgesims.

Martin Elsaesser hielt sich bei der Konzeption des Bauschmucks der Wagenburgschule an Goethes Ausspruch „In der Beschränkung zeigt sich erst der Meister“. Damit befand er sich in der Nachfolge des Architekten Theodor Fischer, der den Bau der Stuttgarter Heusteigschule „als Lehrstück für einen funktionalen und kindgerechten Schulbau“ geplant hatte. 1904 hatte er seine Grundsätze für die künstlerische Bauausstattung in einer Projektbeschreibung zusammengefasst:
„Dabei ist Reichtum der Einzelausbildung … künstlerisch sicher überflüßig, da man an dieser Stelle keinen ‚Prunkbau‘ wie das schöne Wort lautet, erwartet, sondern vorwiegend einen Nützlichkeitsbau.“
Auch Martin Elsaesser hielt sich 10 Jahre später beim Bau der Wagenburgschule an diese Maxime. Die Gefahr der Monotonie des langgezogenen, schlangenartigen Baus vermied er durch die vorkragenden Geschosse, deren Übergänge wie Gurtgesimse wirken, und durch die Gruppierung der Fenster in Dreier- und Vierergruppen in den Obergeschossen. Den bildhauerischen Schmuck des Gebäudes beschränkte er auf ein Arkadenrelief, zahlreiche reliefierte Kragsteine und ein umlaufendes Traufgesims mit Zahnschnitt.

### Arkadenrelief

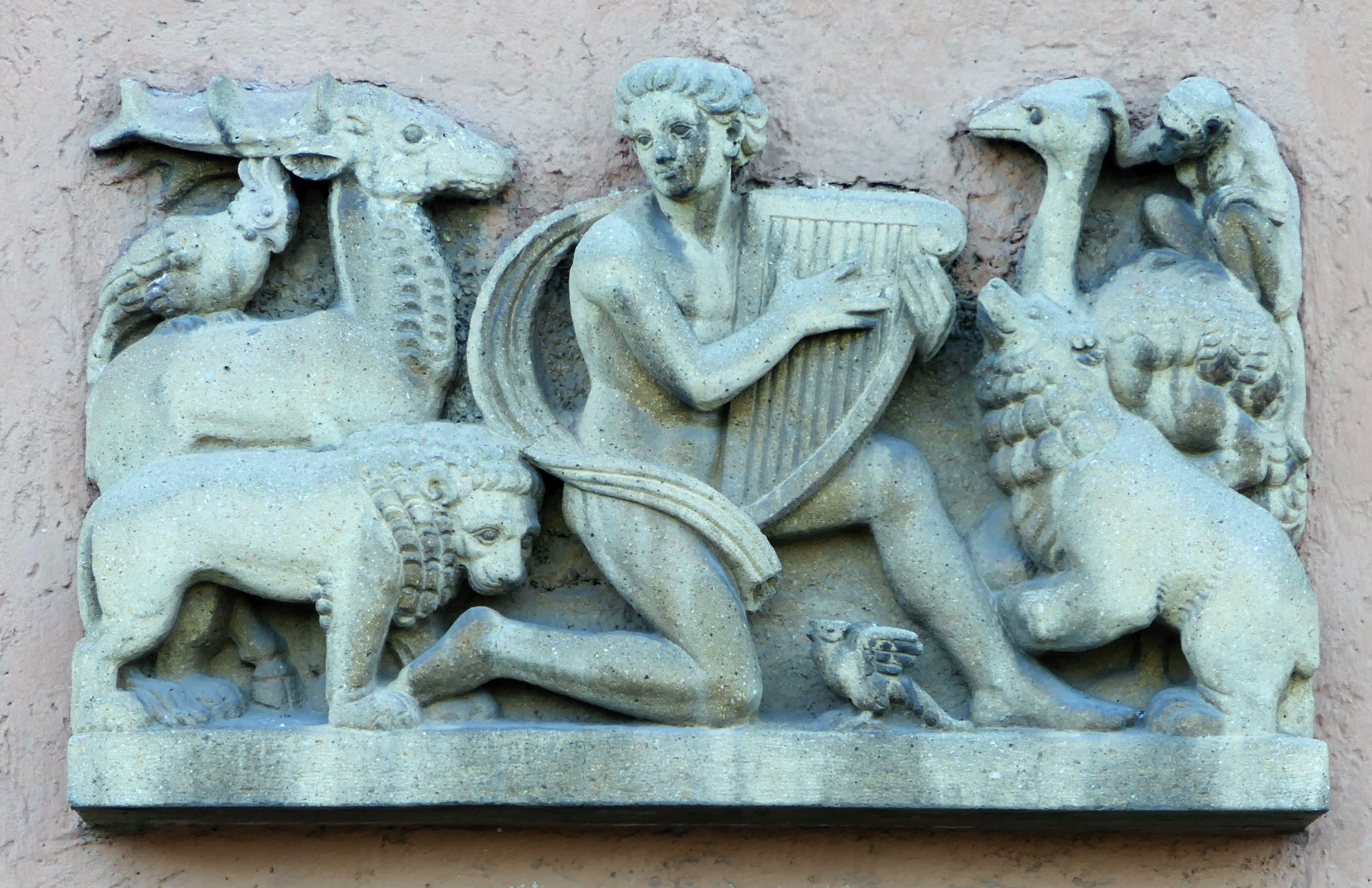
Arkadenrelief.

Vor dem Haupteingang ist über dem mittleren der 5 Arkadenbögen ein querrechteckiges Relief von Josef Zeitler angebracht. Es stellt eine Szene der Orpheus-Sage dar: „Orpheus betört mit seinem Gesang die wilden Tiere“. Der nackte, kniende Orpheus spielt auf seiner Leier. Unter seinen Beinen lauscht ein kleiner Vogel seinem Spiel, zur Linken lauschen friedlich ein Papagei, ein Hirsch und ein Löwe, zur Rechten ein Wolf, ein Strauß und ein Affe.

### Kragsteine
Die zahlreichen reliefierten Kragsteine von Josef Zeitler haben keine konstruktive Funktion, sondern dienen zur Gliederung der Fassaden. Sie sind unter den Vorkragungen des 2. und 3. Obergeschosses angebracht, meist zwischen zwei Dreiergruppen von Fenstern und an den Knickstellen der Fassaden. Die Kragsteine verteilen sich auf 4 Relieftypen:
- ABC-Bübchen mit den Buchstaben A und B.
- Traubenfressender Fuchs.
- Zwei nussknabbernde Eichhörnchen.
- Vogelfamilie mit 4 Küken.

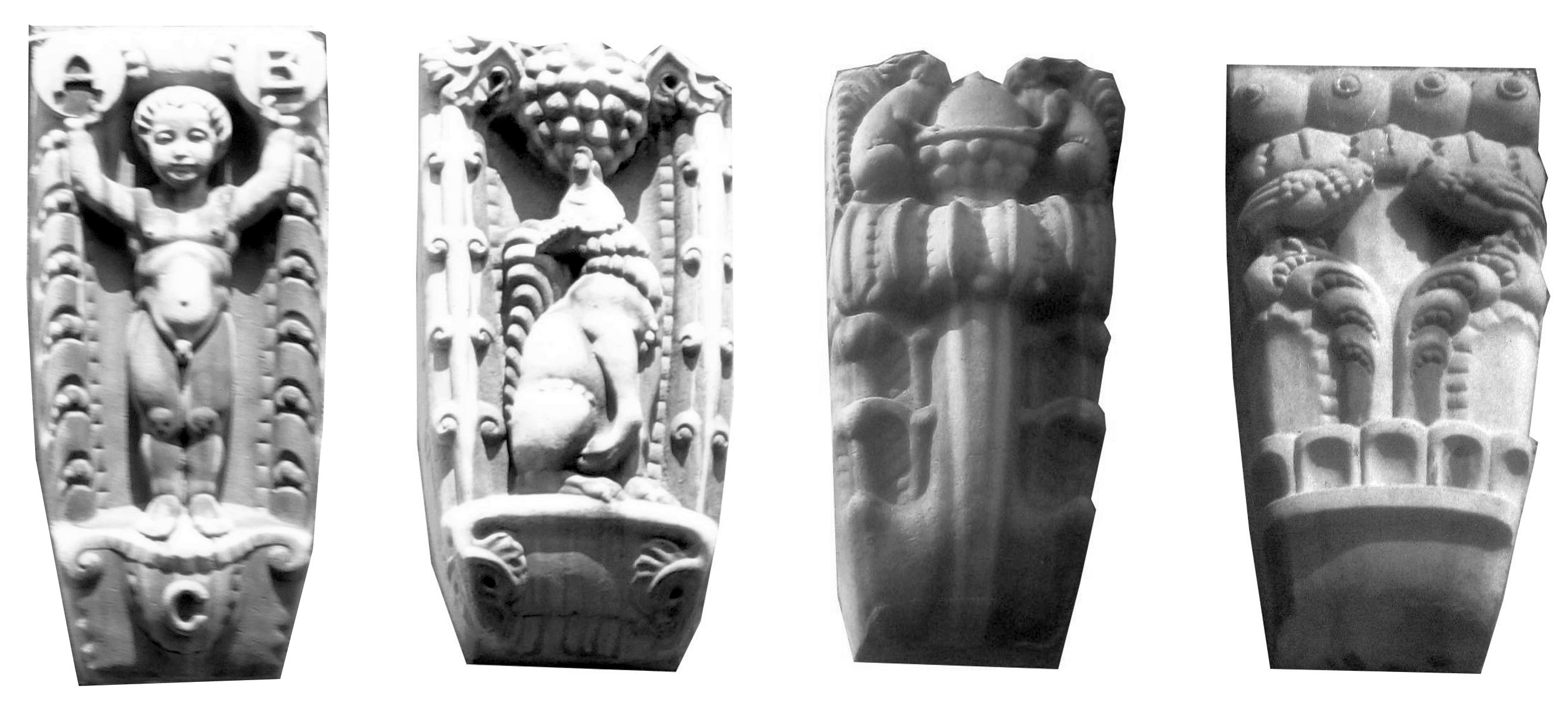
Kragsteintypen.